# Marcgraviat d'Ansbach
El Principat o Marcgraviat de (Brandenburg) Ansbach (en alemany: Fürstentum Ansbach o Markgrafschaft Brandenburg-Ansbach) va ser un principat del Sacre Imperi Romanogermànic centrat a la ciutat d'Ansbach, a Francònia. Els prínceps governants eren de la casa dels Hohenzollern i eren coneguts com a marcgravis, ja que els seus avantpassats eren marcgravis (per tant, el principat era un marcgravi però no una marca).

## Història

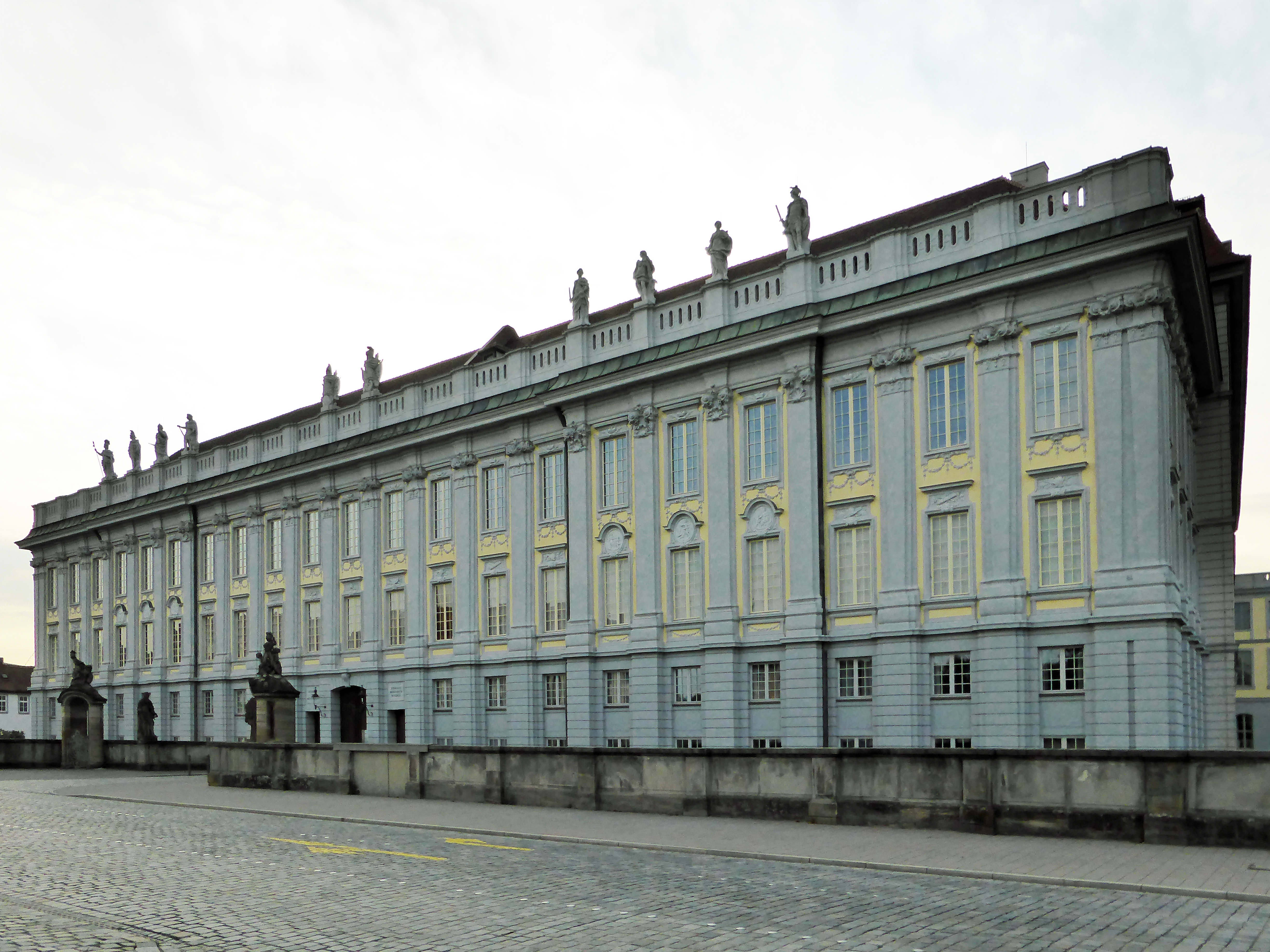
Residència dels marcgravis de Brandeburg-Ansbach.

El principat es va establir a la mort de Frederic V, burgrave de Nuremberg, el 21 de gener de 1398, quan les seves terres van ser repartides entre els seus dos fills. El fill petit, Frederic VI, va rebre Ansbach i el gran, Joan III, va rebre Bayreuth. Després de la mort de Joan III l'11 de juny de 1420, els dos principats es van reunificar sota Frederic VI, que s'havia convertit en l'elector Frederic I de Brandenburg el 1415.
A la mort de Frederic I el 21 de setembre de 1440, els seus territoris es van dividir entre els seus tres fills; Joan va rebre el principat de Bayreuth (Brandenburg-Kulmbach), Frederic va rebre Brandenburg i Albert va rebre Ansbach. A partir de llavors, Ansbach va ser controlat per branques de cadets de la Casa de Hohenzollern, i els seus governants eren sovint anomenats Marcgravis de Brandenburg-Ansbach.
El 2 de desembre de 1791, el príncep i marcgravi regnant d'Ansbach, Carles Alexandre, que també havia succeït a Bayreuth, va vendre la sobirania dels seus principats al rei Frederic Guillem II de Prússia. El marcgravi era de mitjana edat i sense fills, i Frederic Guillem era el seu parent com a cap de la casa de Hohenzollern. El marcgravi es va traslladar a Anglaterra amb la seva segona esposa anglesa. Ansbach va ser annexionat formalment al Regne de Prússia el 28 de gener de 1792.

## Prínceps i marcgravis d'Ansbach
- 1398: Frederic VI, burgravi de Nuremberg (a partir de 1415 també elector de Brandenburg )
- 1440: Albert Aquil·les (a partir de 1470 també elector de Brandenburg)
- 1486: Frederic I
- 1515: Jordi el Pietós
- 1543: Jordi Frederic I
- 1603: Joachim Ernst
- 1625: Frederic III, marcgravi de Brandenburg-Ansbach
- 1634: Albert II
- 1667: Joan Frederic
- 1686: Christian Albrecht
- 1692: Jordi Frederic II el Jove
- 1703: William Frederick (abans de 1686–1723)
- 1723: Charles William Frederick (1712–1757)
- 1757: Charles Alexander (fins al 1791)